# Діамантник короткохвостий
Діамантник короткохвостий (Poephila cincta) — вид горобцеподібних птахів родини астрильдових (Estrildidae). Ендемік Австралії.

## Поширення
Вид поширений на північному сході Австралії від півострова Кейп-Йорк до північного сходу Нового Південного Уельсу. Впродовж двадцятого сторіччя відбулося суттєве зменшення чисельності південного номінального підвиду, а останні популяції в південно-східному Квінсленді зникли в 1990-х роках. Населяє трав'янисті ліси, де переважають евкаліпти, луг або акацієві ліси.